# Balacra glagoessa
Balacra glagoessa är en fjärilsart som beskrevs av Holland 1893. Balacra glagoessa ingår i släktet Balacra och familjen björnspinnare. Inga underarter finns listade i Catalogue of Life.